# ERDRP-0519
L'ERDRP-0519 est un médicament antiviral expérimental qui fut le premier développé spécifiquement contre le morbillivirus de la rougeole. Il agit en inhibant l'ARN polymérase virale, indispensable à la réplication virale. Chez l'animal, il présente une bonne biodisponibilité orale et a permis de protéger des furets lorsqu'il était administré jusqu'à trois jours après l'exposition à une dose sinon létale de morbillivirus,.